# HolD
Код Е. coli и других бактерија, HolD је ген који кодира пси подјединицу ДНК полимеразе III.